# Harley Street (журнал)
«Harley Street» (досл. укр. вулиця Гарлі; чит. «Гарлі стріт») — науково-популярне інтернет-видання медичної тематики, що видається студентами Львівського національного медичного університету імені Данила Галицького.
З 2016 по 2017 рік видання публікувалось у соцмережі ВК, після блокування якої перемістилось до Телеграму та Фейсбуку.
Перший випуск журналу вийшов 2 лютого 2016 року. Наразі налічується десять номерів видання, що виходять щоквартально.
21 червня 2019 року було оголошено про тимчасове припинення роботи журналу через відсутність належного фінансування, підтримки з боку спонсорів, у тому числі університету та брак авторів.

## Назва
У назві журналу закладене посилання на вулицю в Лондоні, на якій у XIX столітті проживало багато спеціалістів різноманітних медичних галузей, а 1873 року туди переїхало Медичне товариство Лондона.

## Структура журналу

Наразі журнал складається із дев'яти рубрик, а саме:
1. Чому і як?
2. Новини медицини
3. PRO лікаря
4. PRO книгу
5. PRO фільм
6. PRO добро
7. Інтерв'ю
8. Фото команди
9. Фотоцитата

## Редактори
До редакційної колегії у різні періоди існування журналу входили:
1. Чугай Милана — головний редактор(2016—2018), автор ідеї
2. Настишин Софія — заступник головного редактора(2016—2018)
3. Шалак Христина — «Про добро»(2016—2018)
4. Корчак Софія — «Інтерв'ю», мовна редакція; головний редактор(з 2018)
5. Пацюрко Тарас — «Про лікаря»(2016—2018)
6. Швець Стефанія — «Про лікаря»(206—2018)
7. Поліщук Олена — «Чому і як?»(2016—2018)
8. Скрупська Неля — «Чому і як?»(2016—2017)
9. Лиса Олена — «Новини»(2016—2017)
10. Гальченко Павло — «Чому і як?»(з 2016)
11. Якименко Іван — «Чому і як?», літературна редакція(2016—2018)
12. Яремин Романа — фотограф(2016—2017)
13. Владислава Видиборець — дизайнер, художня та технічні редакції(з 2017)
14. Ростислав Приступа — дизайнер, художня та технічна редакція(з 2017)
15. Ольга Дубневич — перекладач, рубрика «Новини»(з 2018)
16. Андрій Вуйцик — автор тексту, рубрика «Новини»(з 2018)
17. Олена Крилевич — «Чому і як?»(з 2018)